# Ryūjō
Pour le cuirassé japonais du même nom, voir Ryūjō (1864) (en)
Le Ryūjō (en japonais : 龍驤, « dragon caracolant » ou « dragon ascendant ») était un porte-avions léger de la marine impériale japonaise. Très utilisé, à partir de décembre 1941, lors des opérations du début de « l’irrésistible » expansion japonaise, il fut coulé lors de la bataille des Salomon orientales en août 1942 qui marqua le début de la contre-attaque américaine.

## Construction

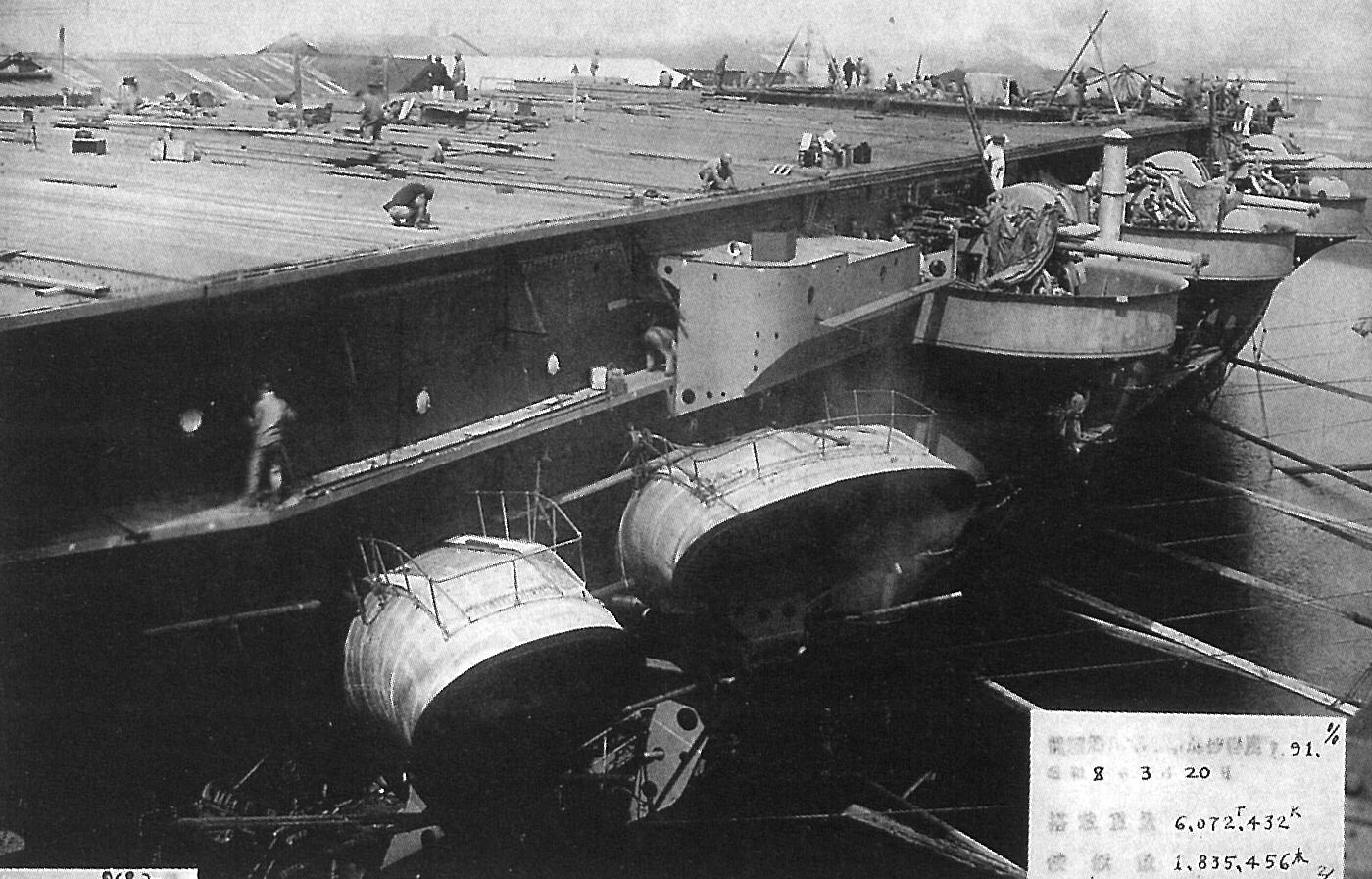
Le Ryujo en construction en 1934. L'armement original de 6 pièces de 127 mm en trois affuts sur chaque bord est peu fréquent.

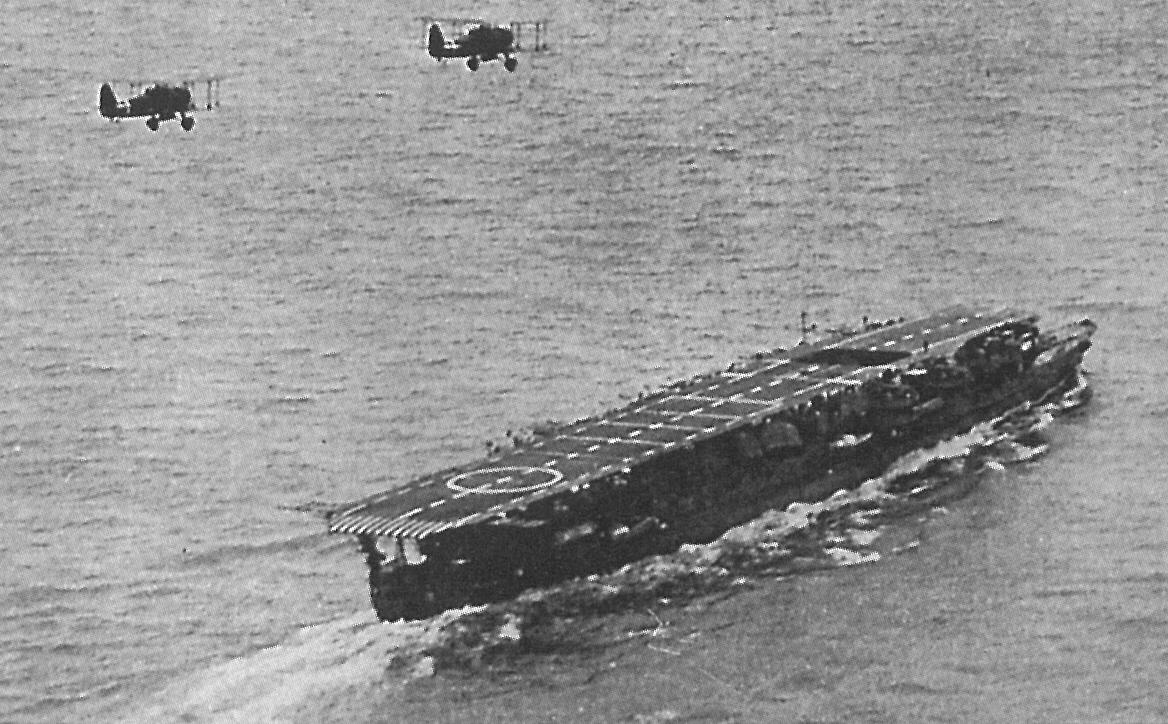
Le Ryūjō dans les années 1930 survolé par une paire de bombardiers en piqué Aichi D1A.

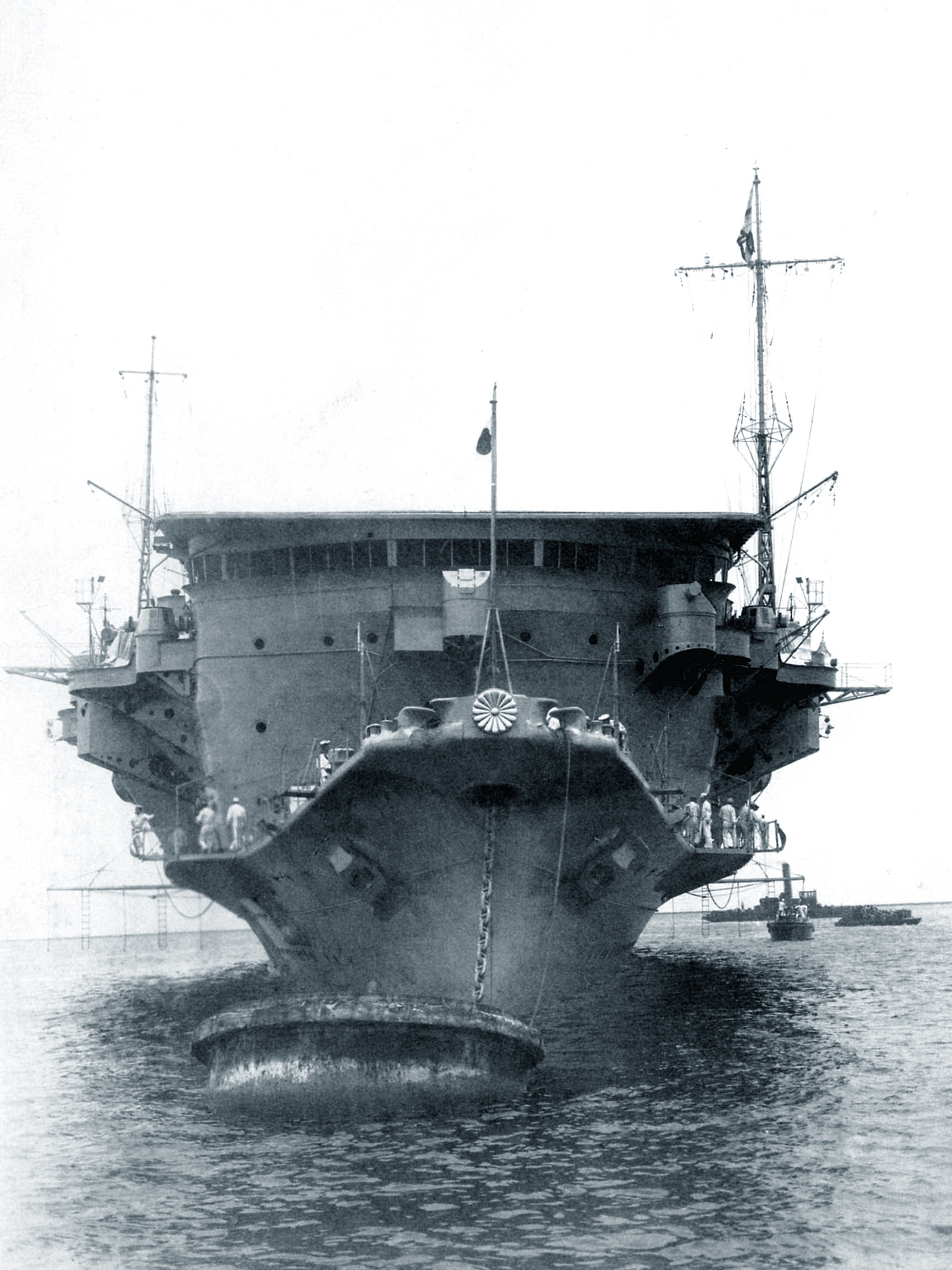
Vue de face du Ryūjō, en 1933 qui souligne son excès de poids vers le haut.

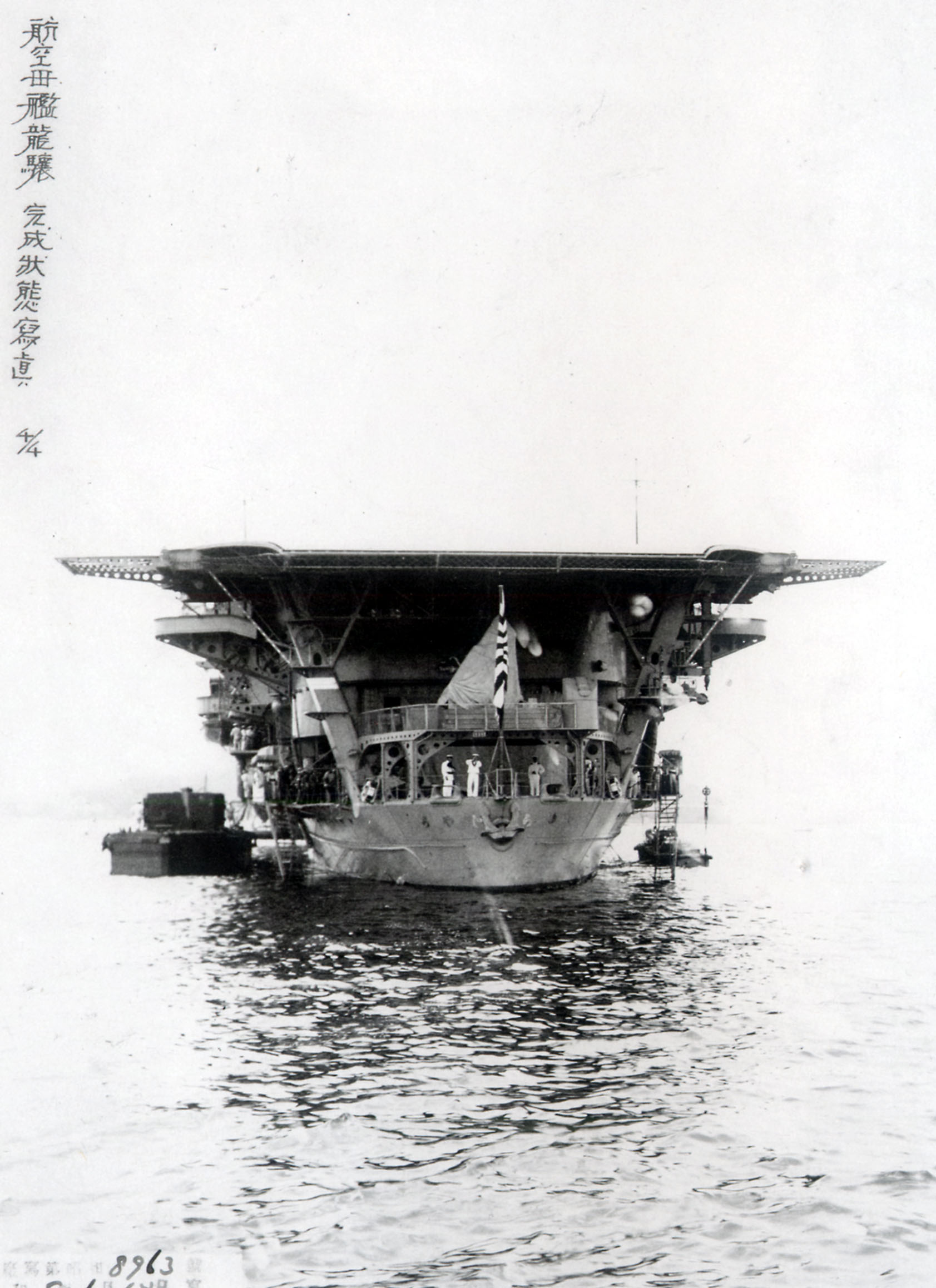
Vue de la poupe du Ryūjō.

La construction du deuxième navire japonais destiné à être dès l’origine un porte-avions débuta aux chantiers navals Mitsubishi de Yokohama le 26 novembre 1929, le lancement eut lieu en 1931 et la mise en service en 1933. Ses petites dimensions — au lancement, il ne déplaçait que 8 000 tonnes et mesurait de 180 mètres de long et de 20,32 mètres de large — dû aux limitations du tonnage du traité de Washington de 1922 révélèrent son incapacité à accomplir de façon sûre sa mission dans les mers fortes.
Les sorties des cheminées étaient à tribord en dessous du pont d'envol de 158,60 mètres, 22,86 mètres de large, et d'une épaisseur 15,24 centimètres, lui-même démuni d’ilot et équipé de deux ascenseurs, le tout dans le but de perturber au minimum la manœuvre des avions embarqués. Il était équipé de 6 brins d’arrêt permettant de stopper les avions en cours d’atterrissage. Le bâtiment était quasiment dénué de tout blindage et initialement doté d’un seul hangar. 
Mais au début des années 1930, l’État-major revint sur ses spécifications initiales et demanda d’accroître la taille du groupe aérien embarqué, ce qui nécessitait l’ajout d’un deuxième hangar en dessus du premier afin de doubler le nombre d’avions disponibles. Ces modifications firent augmenter le tonnage du bâtiment, qui finit par atteindre 10 150 tonnes. Ce poids additionnel, réparti principalement au-dessus de la ligne de flottaison, compromettait la stabilité du vaisseau. En 1940 son gaillard d'avant fut relevé d'un pont plus haut pour le mettre hors d'eau. Cela ne l'empêcha pas d'être utilisé dans les opérations de la deuxième guerre sino-japonaise.

### Armements
Son armement se limitait à des pièces d’artillerie anti-aérienne. À sa construction il était doté de 12 pièces de 127 mm en 6 affuts doubles Type 89. L'artillerie légère était constituée de 24 mitrailleuses de 13 mm en 6 affuts quadruples, trois sur chaque bord.
Lors de sa refonte en 1936, pour limiter le poids, 4 pièces de 127 mm furent débarquées, ne laissant que 8 pièces en tout en 4 affuts doubles, deux sur chaque bord. L'artillerie légère fut alors augmentée de 4 canons antiaériens de 25 mm Type 96 en 2 affûts doubles, un sur chaque bord.

## Historique

### Entre-deux guerres
Entre août et décembre 1937, le Ryūjō apporta son soutien aux opérations de l'armée japonaise en Chine, comme navire amiral de la 1re division de porte-avions.
Les appareils embarqués consistaient en 12 chasseurs Nakajima A4N et 15 bombardiers en piqué Aichi D1A du Service aérien de la Marine impériale japonaise. 

Après avoir montré des performances peu satisfaisantes, le porte-avions subit les modifications importantes mentionnées au paragraphe Construction.

### Seconde Guerre mondiale
Le Ryūjō, commandé par le capitaine Kato Tadao, était le navire-amiral de la Division aéronavale no 4. L'existence des grands porte-avions fit qu'il fut d'abord assigné à des tâches secondaires. Sa reconstruction se révéla réussie et les performances de son groupe aérien, ainsi que sa tenue en haute-mer étaient pleinement satisfaisantes.

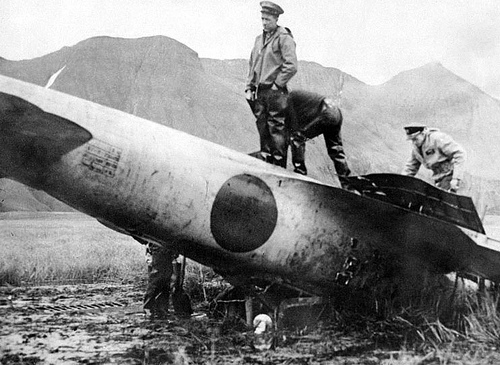
Le A6M2 Zero du Ryūjō est inspecté par du personnel militaire américain sur l'île d'Akutan le 11 juillet 1942.

En décembre 1941, le Ryūjō apporta son soutien à l'invasion des Philippines, fournissant une couverture aérienne pour les débarquements à Davao le 20 décembre, à Jolo le 25 décembre. Ses avions consistaient en 22 chasseurs Mitsubishi A6M « Zero » et 16 bombardiers en piqué Aichi D3A « Val ». En janvier 1942, il apporta son soutien à la conquête de la Malaisie et en février 1942, il attaqua les forces conjointes américaines, britanniques, néerlandaises et australiennes auprès de l'île de Java, coopérant à la destruction de l'USS Pope lors de la seconde bataille de la mer de Java. En mars, le Ryūjō frappa les côtes birmanes et les îles Andaman.
Au début d'avril, partie prenante dans la campagne de raids dans l'océan Indien, le Ryūjō harcela le trafic maritime ennemi dans le golfe du Bengale. Avec les croiseurs Chōkai, Kumano, Suzuya, Mogami, Mikuma, Yura et quatre destroyers, il coula 23 navires marchands. Le 6 avril, il lança des attaques aériennes contre Cocanada et Vizagapatam en Inde.
En juin 1942, le Ryūjō faisait partie de la force du nord qui attaqua les îles Aléoutiennes. Ses avions frappèrent Dutch Harbor sur l'île d'Unalaska les 3 et 4 juin. Pendant cette opération, un de ses chasseurs Mitsubishi A6M Zero, piloté par le sous-officier Tadahito Koga, s'écrasa sur l'île d'Akutan. Koga fut tué dans le crash, la nuque brisée, mais l'avion ne fut que légèrement endommagé.

Et c'est ainsi que le premier Zero tomba dans les mains du renseignement militaire américain.

### Fin

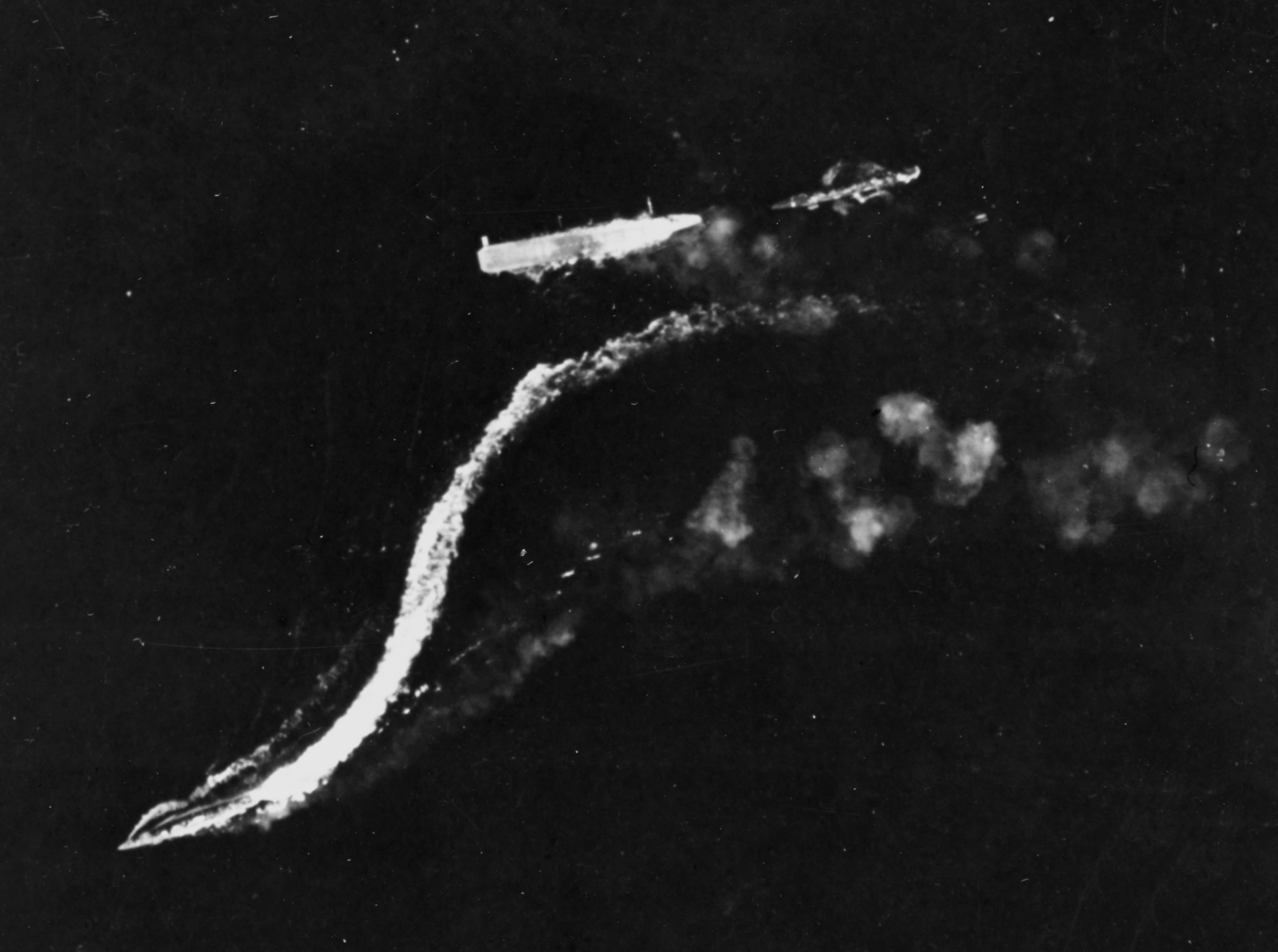
Le Ryūjō déjà gravement endommagé(au centre) le 24 août 1942, bombardé par des bombardiers B-17. Le destroyer Amatsukaze (centre en bas) s'éloigne du Ryūjō à vitesse maximale et le Tokitsukaze (difficilement visible, centre à droite) s'éloigne de la proue du Ryūjō afin d'éviter les bombes des B-17.

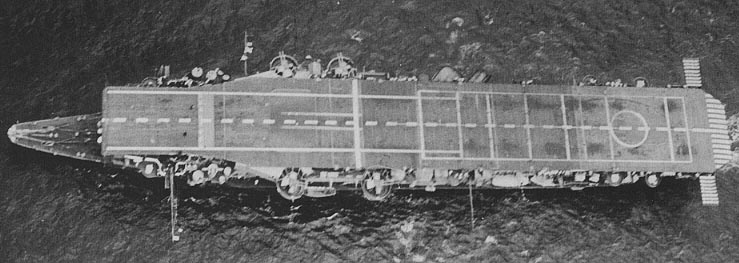
Vue de dessus du Ryūjō après sa refonte de 1934-36.

La destruction de quatre des six porte-avions d'escadre japonais pendant la bataille de Midway rendit soudain le Ryūjō bien plus important pour la marine impériale japonaise.
En août 1942, il fut assigné à la Division aéronavale n°2 et, avec le Shōkaku et le Zuikaku, il fut envoyé vers les Îles Salomon. Le rôle de ce porte-avions était de protéger un convoi de navires de transport qui devaient renforcer et ravitailler les troupes japonaises sur l'île de Guadalcanal, d'attaquer les américains qui terminaient la construction du terrain d'aviation Henderson Field.
 Pendant ce temps, les deux porte-avions d'escadre se devaient se charger de détruire les porte-avions de l’U.S. Navy. Cette opération donna lieu à la bataille des Salomon orientales.
Le 16 aout 1942, à son appareillage avec la flotte, son groupe aérien est composé de 24 A6M2 Zéro et 9 B5N2 Kate. 
Le 24 août 1942, le Ryūjō, escorté par le croiseur Tone et les destroyers Amatsukaze et Tokitsukaze, lança deux attaques sur Guadalcanal depuis une position située à environ 160 km au nord de Tulagi, île Florida. Les deux groupes d'attaque totalisent 15 A6M2 Zéro et 6 B5N2 Kate. Ces derniers sont dotés, non pas de torpilles, mais de 6 bombes de 60 kg chacun. Au total 4 B5N2 et 3 A6M2 sont abattus lors de ces attaques sur Lunga Point. Les rescapés ne purent rentrer à bord car alors le Ryujo était incapable de les recevoir. Ils finirent tous à la mer et leurs équipages recueillis par les navires d'escorte.
À 13 h 57, ses escadrilles repérées par la couverture radar des porte-avions américains, il fut localisé et attaqué par des bombardiers en piqué et des avions torpilleurs de l'USS Saratoga (CV-3) et touché par deux ou trois bombes ainsi que par une torpille. Celle-ci causa l'inondation de sa salle des machines bâbord et le navire commença à prendre de la gîte. Cette dernière atteint 21° vers 17 h 0 . À 17 h 15 l'ordre fut donné d'abandonner le navire. À 20 h 0, celui-ci chavira et coula. Cent vingt membres d'équipage furent perdus. Les survivants, dont le capitaine Kato Tadao, dernier à quitter le bord, furent recueillis par son escorte.